# Lugarde
Lugarde est une commune française située dans le département du Cantal, en région Auvergne-Rhône-Alpes. Ses habitants s'appellent les Lugardois ou Lugardais.

## Géographie
La commune de Lugarde est située dans le parc des volcans d'Auvergne. Elle est bordée à l'est par la Santoire.
Les communes limitrophes sont Marchastel, Saint-Amandin, Condat, Marcenat, Saint-Bonnet-de-Condat et Saint-Saturnin.

### Climat
Pour des articles plus généraux, voir Climat d'Auvergne-Rhône-Alpes et Climat du Cantal.
En 2010, le climat de la commune est de type climat de montagne, selon une étude du CNRS s'appuyant sur une série de données couvrant la période 1971-2000. En 2020, Météo-France publie une typologie des climats de la France métropolitaine dans laquelle la commune est exposée à un climat de montagne ou de marges de montagne et est dans la région climatique  Ouest et nord-ouest du Massif Central, caractérisée par une pluviométrie annuelle de 900 à 1 500 mm, maximale en automne et en hiver. 
Pour la période 1971-2000, la température annuelle moyenne est de 7,8 °C, avec une amplitude thermique annuelle de 15,3 °C. Le cumul annuel moyen de précipitations est de 1 239 mm, avec 12,4 jours de précipitations en janvier et 8,7 jours en juillet. Pour la période 1991-2020, la température moyenne annuelle observée sur la station météorologique de Météo-France la plus proche, sur la commune de Marcenat à 6 km à vol d'oiseau, est de 7,7 °C et le cumul annuel moyen de précipitations est de 1 174,5 mm,. Pour l'avenir, les paramètres climatiques de la commune estimés pour 2050 selon différents scénarios d'émission de gaz à effet de serre sont consultables sur un site dédié publié par Météo-France en novembre 2022.

## Urbanisme

### Typologie
Au 1er janvier 2024, Lugarde est catégorisée commune rurale à habitat dispersé, selon la nouvelle grille communale de densité à 7 niveaux définie par l'Insee en 2022.
Elle est située hors unité urbaine et hors attraction des villes,.

### Occupation des sols
L'occupation des sols de la commune, telle qu'elle ressort de la base de données européenne d’occupation biophysique des sols Corine Land Cover (CLC), est marquée par l'importance des territoires agricoles (61,5 % en 2018), une proportion sensiblement équivalente à celle de 1990 (62,2 %). La répartition détaillée en 2018 est la suivante : 
prairies (59,3 %), forêts (23,3 %), milieux à végétation arbustive et/ou herbacée (13,3 %), zones agricoles hétérogènes (2,1 %), zones urbanisées (2 %). L'évolution de l’occupation des sols de la commune et de ses infrastructures peut être observée sur les différentes représentations cartographiques du territoire : la carte de Cassini (XVIIIe siècle), la carte d'état-major (1820-1866) et les cartes ou photos aériennes de l'IGN pour la période actuelle (1950 à aujourd'hui).

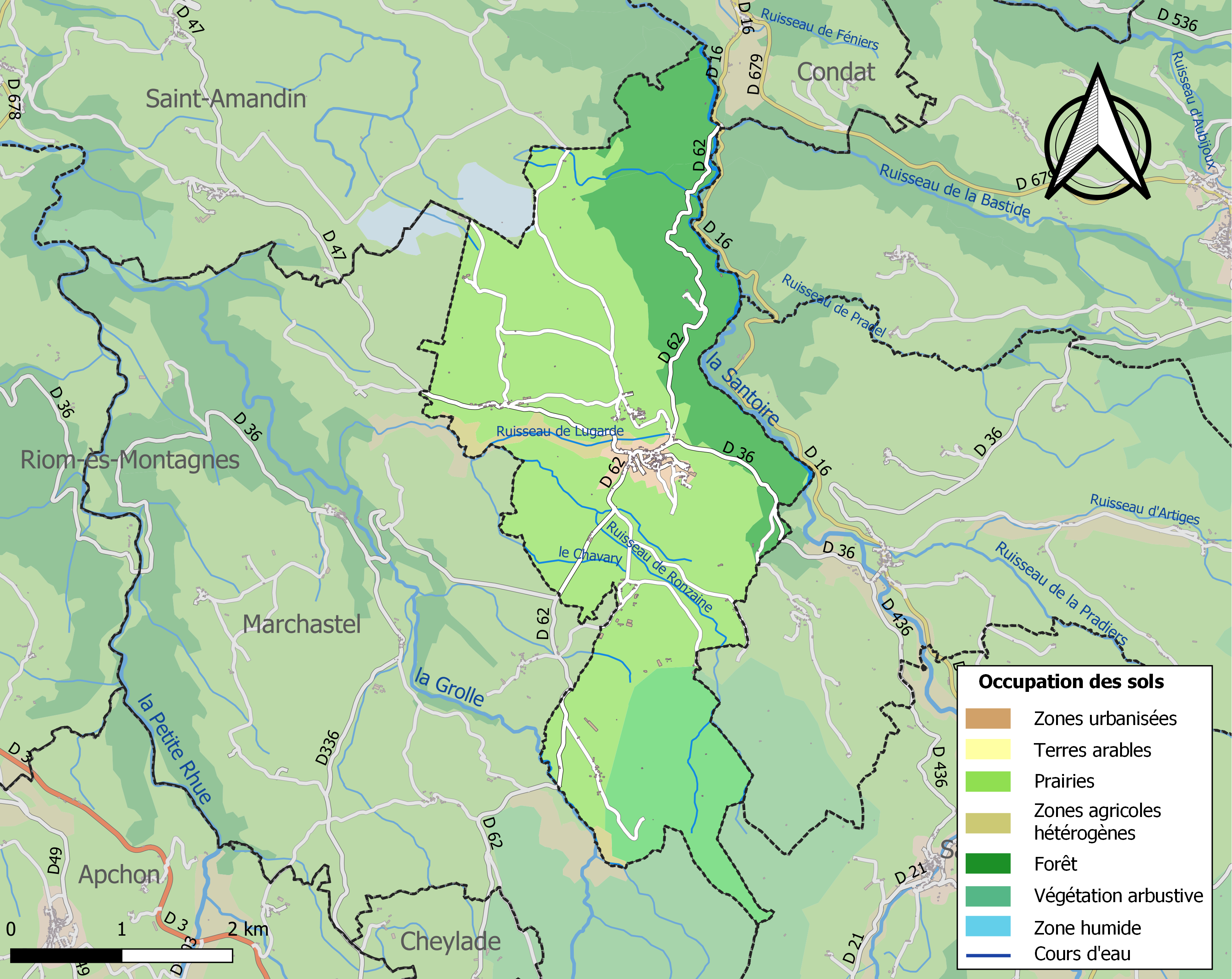
Carte des infrastructures et de l'occupation des sols de la commune en 2018 (CLC).

### Habitat et logement
En 2018, le nombre total de logements dans la commune était de 165, alors qu'il était de 168 en 2013 et de 166 en 2008.
Parmi ces logements, 42,9 % étaient des résidences principales, 39,7 % des résidences secondaires et 17,3 % des logements vacants. Ces logements étaient pour 98 % d'entre eux des maisons individuelles et pour 1,4 % des appartements.
Le tableau ci-dessous présente la typologie des logements à Lugarde en 2018 en comparaison avec celle du Cantal et de la France entière. Une caractéristique marquante du parc de logements est ainsi une proportion de résidences secondaires et logements occasionnels (39,7 %) supérieure à celle du département (20,4 %) et à celle de la France entière (9,7 %). Concernant le statut d'occupation de ces logements, 85,7 % des habitants de la commune sont propriétaires de leur logement (86,1 % en 2013), contre 70,4 % pour le Cantal et 57,5 pour la France entière.
| Typologie                                               | Lugarde | Cantal | France entière |
| ------------------------------------------------------- | ------- | ------ | -------------- |
| Résidences principales (en %)                           | 42,9    | 67,7   | 82,1           |
| Résidences secondaires et logements occasionnels (en %) | 39,7    | 20,4   | 9,7            |
| Logements vacants (en %)                                | 17,3    | 11,9   | 8,2            |

## Histoire
La commune de Lugarde était autrefois une seigneurie, avec un château fort qui a été détruit au début de la Révolution. Il reste encore des ruines laissant deviner la forme du château. Malheureusement, ces ruines n’ont pas été classées, et les habitants du village voisin, Le Meyniat, s'en sont servis de carrière (le nom du village vient sans doute de cela, du latin moenia, les ruines[réf. nécessaire]). Le terrain appartient à un particulier qui a planté des sapins à l’emplacement des ruines.
Ce château gardait la vallée de la Santoire, rivière aux gorges étroites et abruptes et était en vue directe avec celui d’un puissant voisin, le comptour d’Apchon, précieux auxiliaire du Roy de France pendant la guerre de Cent Ans dont le chroniqueur Froissard cite souvent le nom.
Le château devait dater du XIe ou XIIe siècle et appartenait au seigneur Maurin du Breuil. Il était situé à 500 m du bourg actuel.
Au XVIe siècle, le seigneur du lieu était le vicomte d’Estaing, également seigneur de Murol (Puy-de-Dôme).
Vers la Révolution, le château qui appartenait au marquis de Chavagnac servait de lieu de réunion à la conférence dite de Lugarde qui rassemblait annuellement les prêtres de la région.
Un village, la Griffoul, à 4 km, possédait sa seigneurie. Le seigneur de « la Griffoul et autres lieux » habitait un petit château qui est devenu maison de ferme et dont les boiseries ont disparu sous les tas de pommes de terre. La façade a été restaurée par l’actuel propriétaire. Elle est en basalte apparent et remarquable. Avant la Révolution, le seigneur s’appelait Monteil, et de 1743 à 1789, un de ses frères était curé de Saint-Amandin. Ce curé fut prêtre réfractaire et revint mourir à la Griffoul, chassé par un remplaçant ayant prêté le serment.
La famille Monteil a traversé la Révolution sans problème et pendant un siècle, jusqu'en 1870, l’un de ses membres fut maire de Lugarde.

## Politique et administration

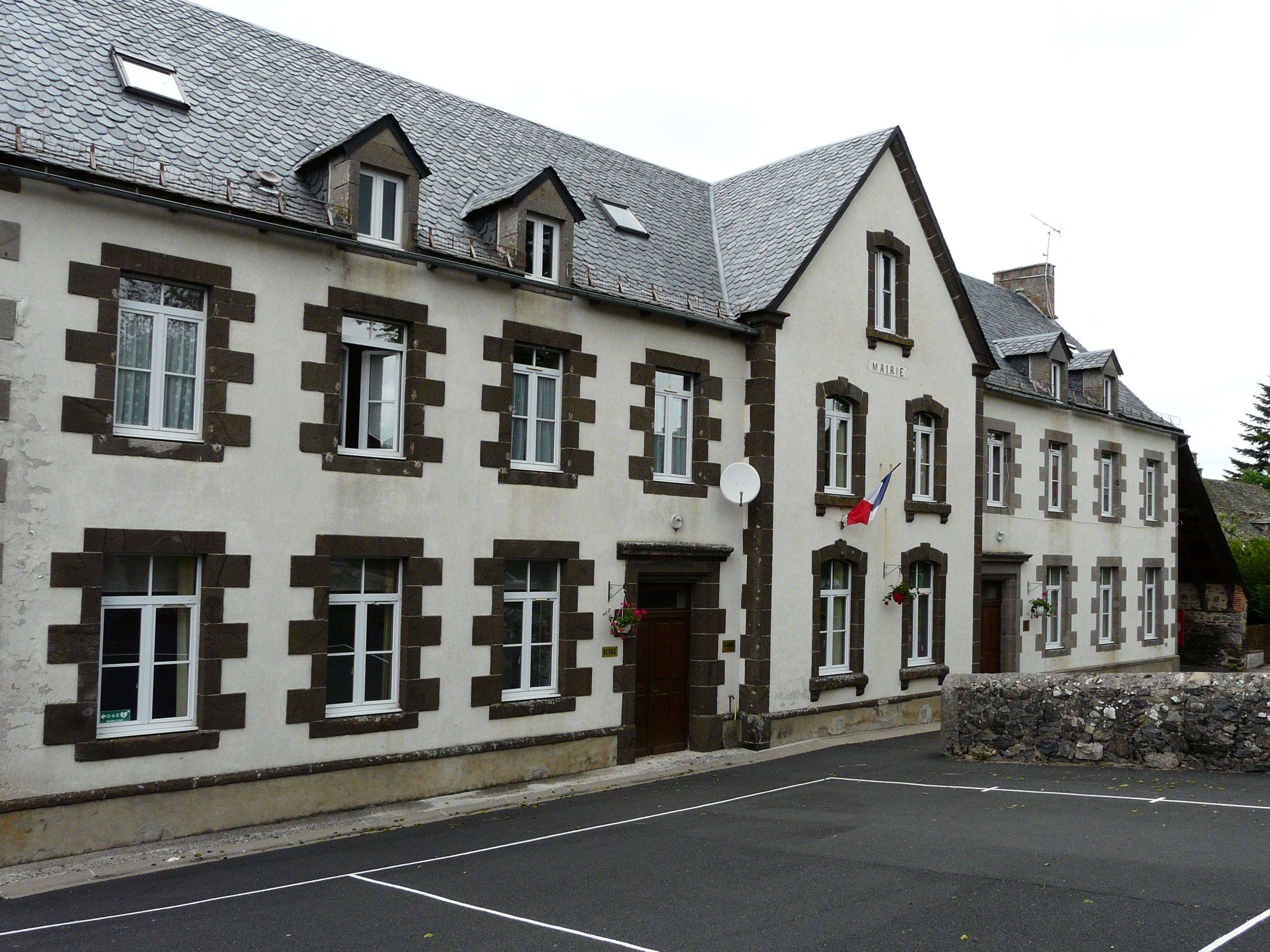
La mairie.

| Période                                  | Période   | Identité       | Étiquette | Qualité  |
| ---------------------------------------- | --------- | -------------- | --------- | -------- |
| Les données manquantes sont à compléter. |           |                |           |          |
|                                          |           |                |           |          |
| juillet 2002                             | mars 2008 | Éliane Vidal   |           |          |
| mars 2008                                | 2020      | René Crouzy    | LR        | Retraité |
| 2020                                     | En cours  | Daniele Mandon |           |          |

## Démographie
L'évolution du nombre d'habitants est connue à travers les recensements de la population effectués dans la commune depuis 1793. Pour les communes de moins de 10 000 habitants, une enquête de recensement portant sur toute la population est réalisée tous les cinq ans, les populations de référence des années intermédiaires étant quant à elles estimées par interpolation ou extrapolation. Pour la commune, le premier recensement exhaustif entrant dans le cadre du nouveau dispositif a été réalisé en 2005.

En 2022, la commune comptait 119 habitants, en évolution de −19,05 % par rapport à 2016 (Cantal : −1,08 %, France hors Mayotte : +2,11 %).
| 1793 | 1800 | 1806 | 1821 | 1831 | 1836 | 1841 | 1846 | 1851 |
| ---- | ---- | ---- | ---- | ---- | ---- | ---- | ---- | ---- |
| 686  | 567  | 623  | 710  | 755  | 770  | 747  | 840  | 716  |

| 1856 | 1861 | 1866 | 1872 | 1876 | 1881 | 1886 | 1891 | 1896 |
| ---- | ---- | ---- | ---- | ---- | ---- | ---- | ---- | ---- |
| 681  | 750  | 858  | 686  | 741  | 737  | 738  | 738  | 682  |

| 1901 | 1906 | 1911 | 1921 | 1926 | 1931 | 1936 | 1946 | 1954 |
| ---- | ---- | ---- | ---- | ---- | ---- | ---- | ---- | ---- |
| 658  | 720  | 584  | 671  | 645  | 705  | 702  | 641  | 587  |

| 1962 | 1968 | 1975 | 1982 | 1990 | 1999 | 2005 | 2006 | 2010 |
| ---- | ---- | ---- | ---- | ---- | ---- | ---- | ---- | ---- |
| 543  | 512  | 379  | 333  | 219  | 166  | 162  | 162  | 159  |

| 2015 | 2020 | 2022 | - | - | - | - | - | - |
| ---- | ---- | ---- | - | - | - | - | - | - |
| 149  | 122  | 119  | - | - | - | - | - | - |

## Culture locale et patrimoine

### Lieux et monuments
- Quelques maisons caractéristiques de l’art auvergnat agrémentent le bourg, notamment l’ancienne maison du bailli (XVe siècle environ) et rendent pittoresque la place de l’église et le centre du bourg.
- L’église Saint-Martin a été construite de 1191 à 1221. Elle possède un porche roman auvergnat très simple mais très fin dont les colonnettes extérieures portent, en vis-à-vis, une tête d’homme, figurant probablement les seigneurs du lieu. Elle avait autrefois un clocher à peigne ; mais en 1891, il a été remplacé par une flèche qui en réduit l’unité ; il s’agissait de sacrifier à la mode Viollet-le-Duc. Dans le même temps, le chœur fut rénové, mais en conservant sa forme première.
- Précédée sur la commune par le viaduc de Lugarde, la gare de Lugarde - Marchastel est desservie par le train touristique Gentiane express .
- Situé à « Lugarde haut », le Suc du chien offre un panorama sur le puy de Sancy et le plateau du Cézallier. Une Vierge du sculpteur Louis Chavignier, originaire du Cantal, y a été érigée.

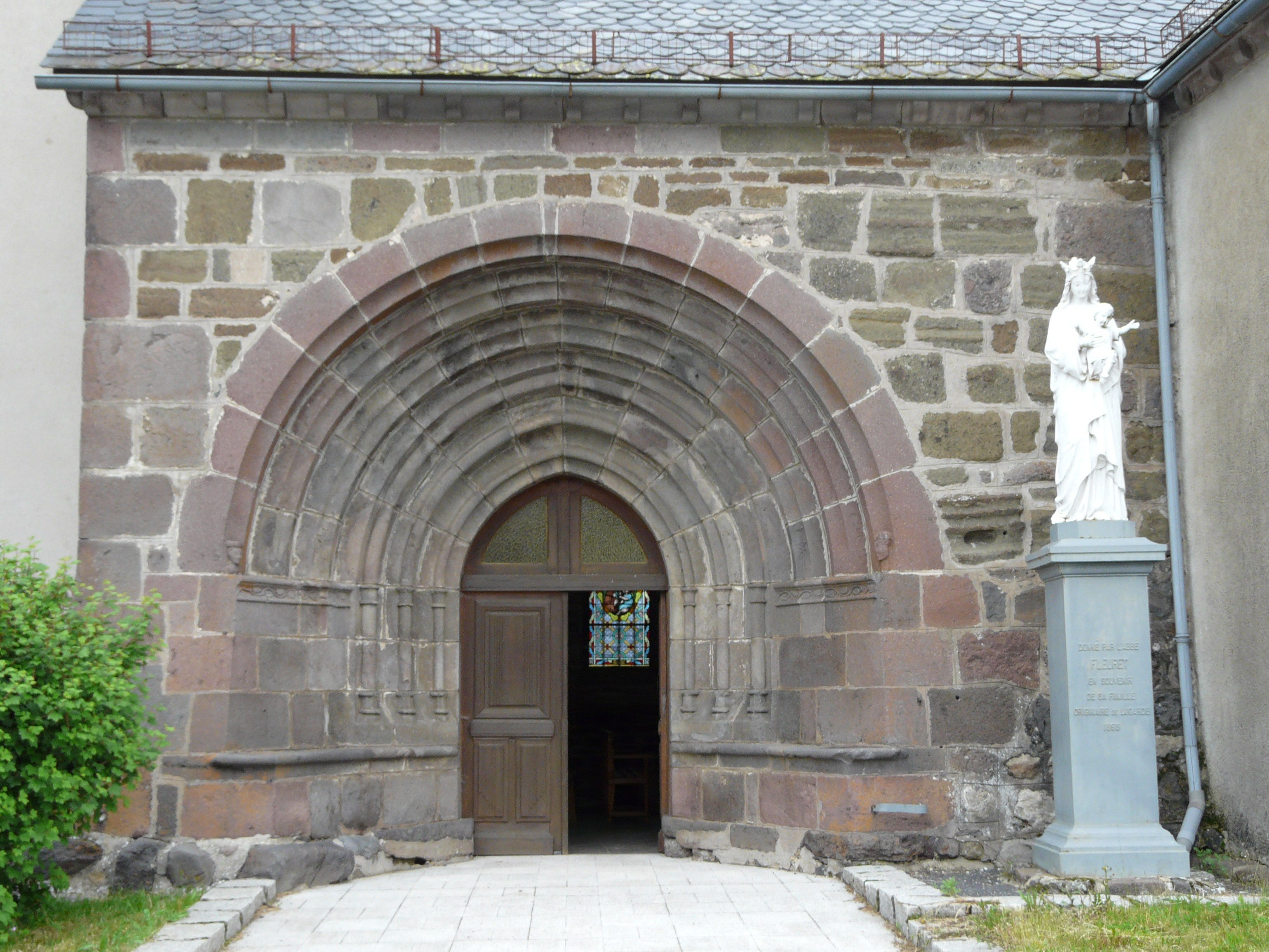
Le portail de l'église.
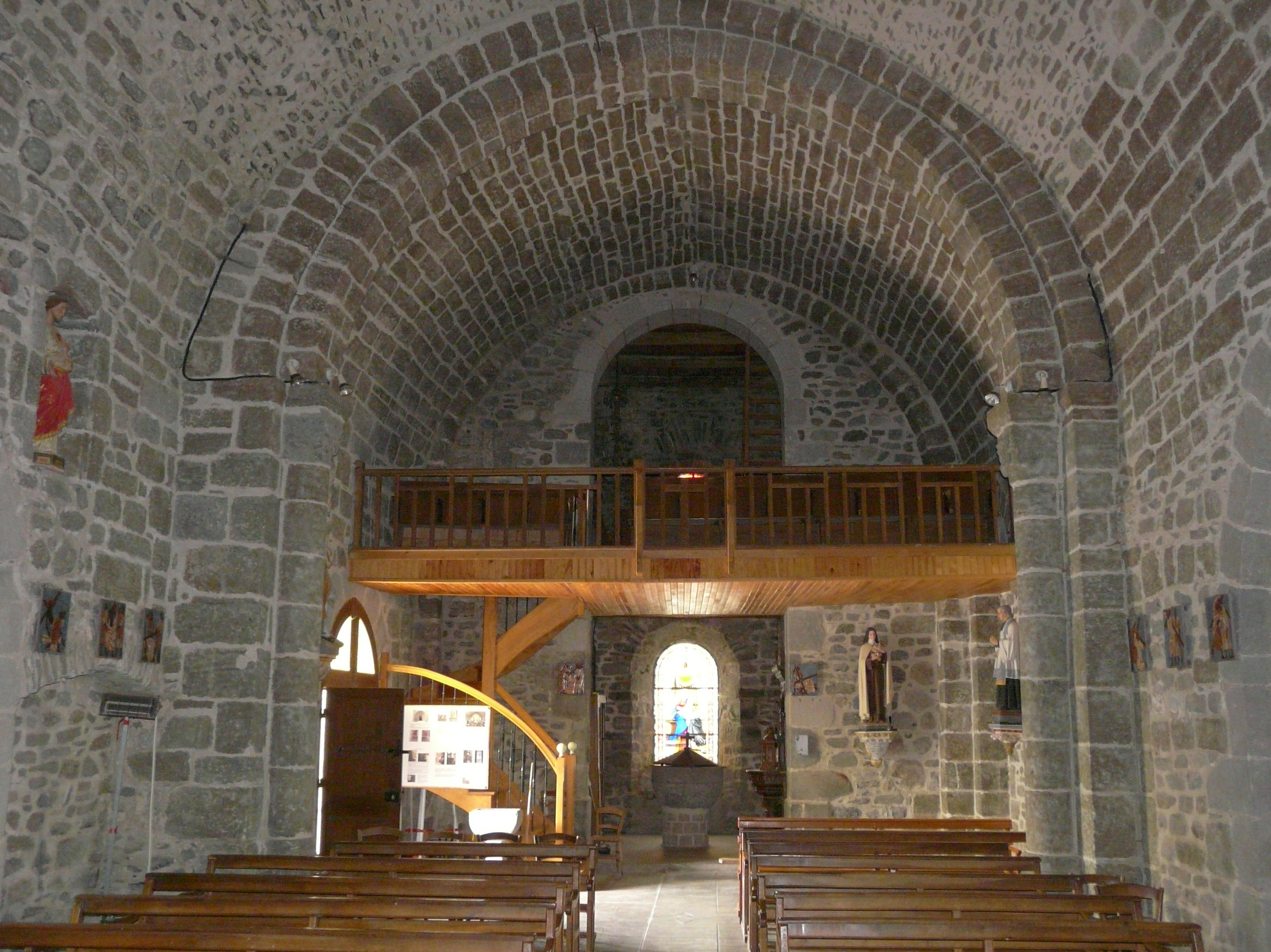
La nef et la tribune.
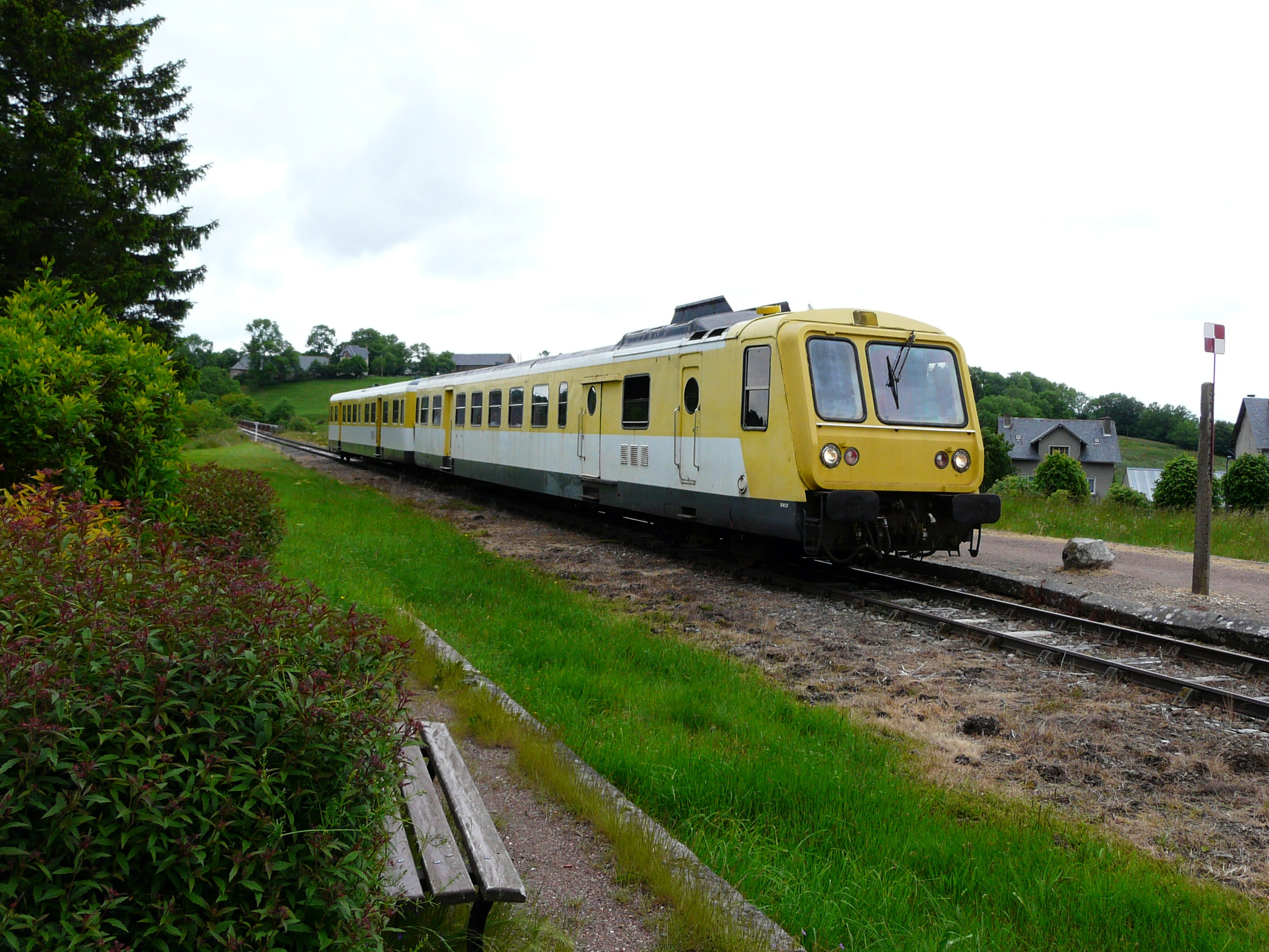
Le Gentiane express en gare de Lugarde - Marchastel.
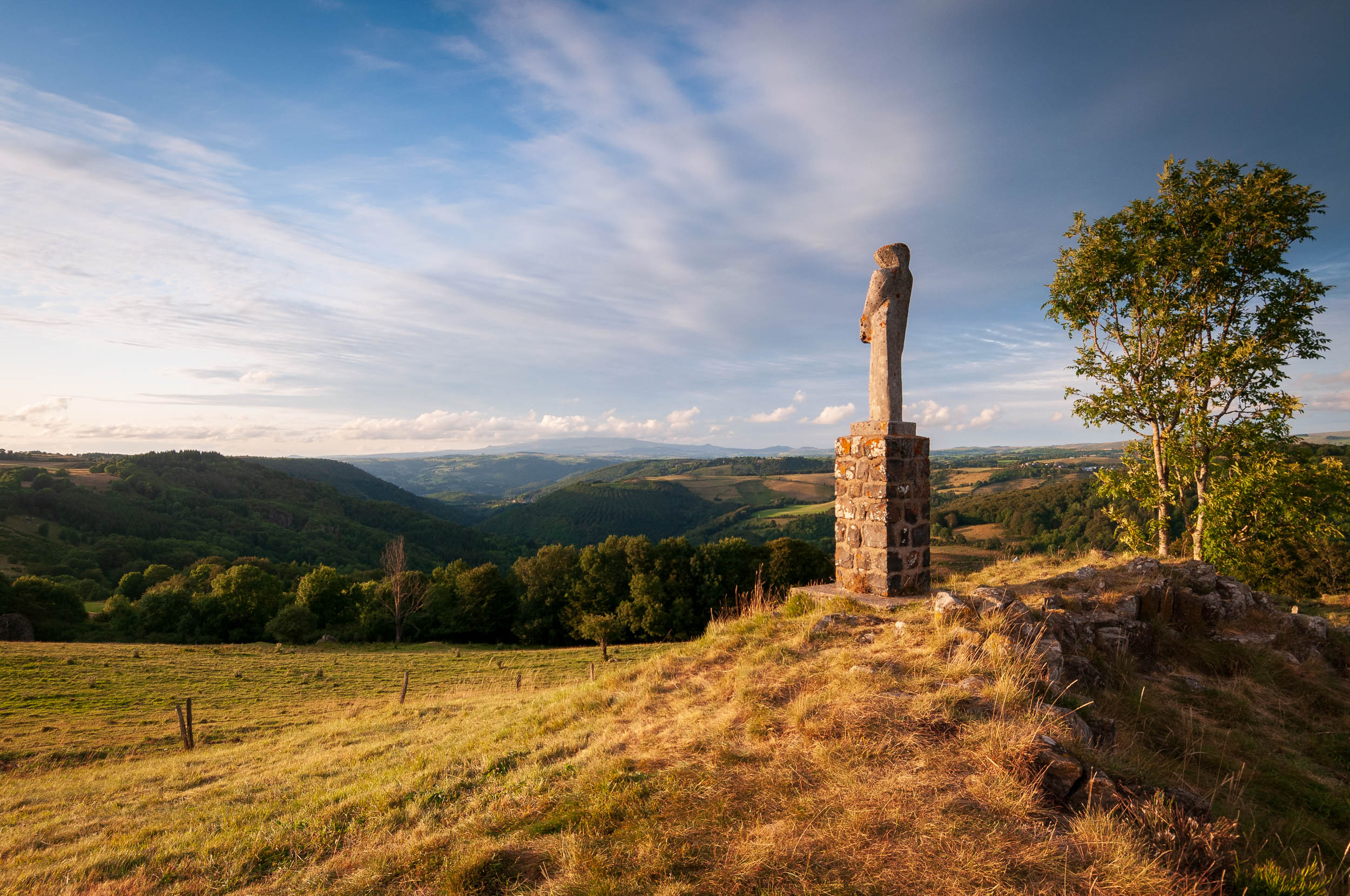
Vierge du Suc du Chien
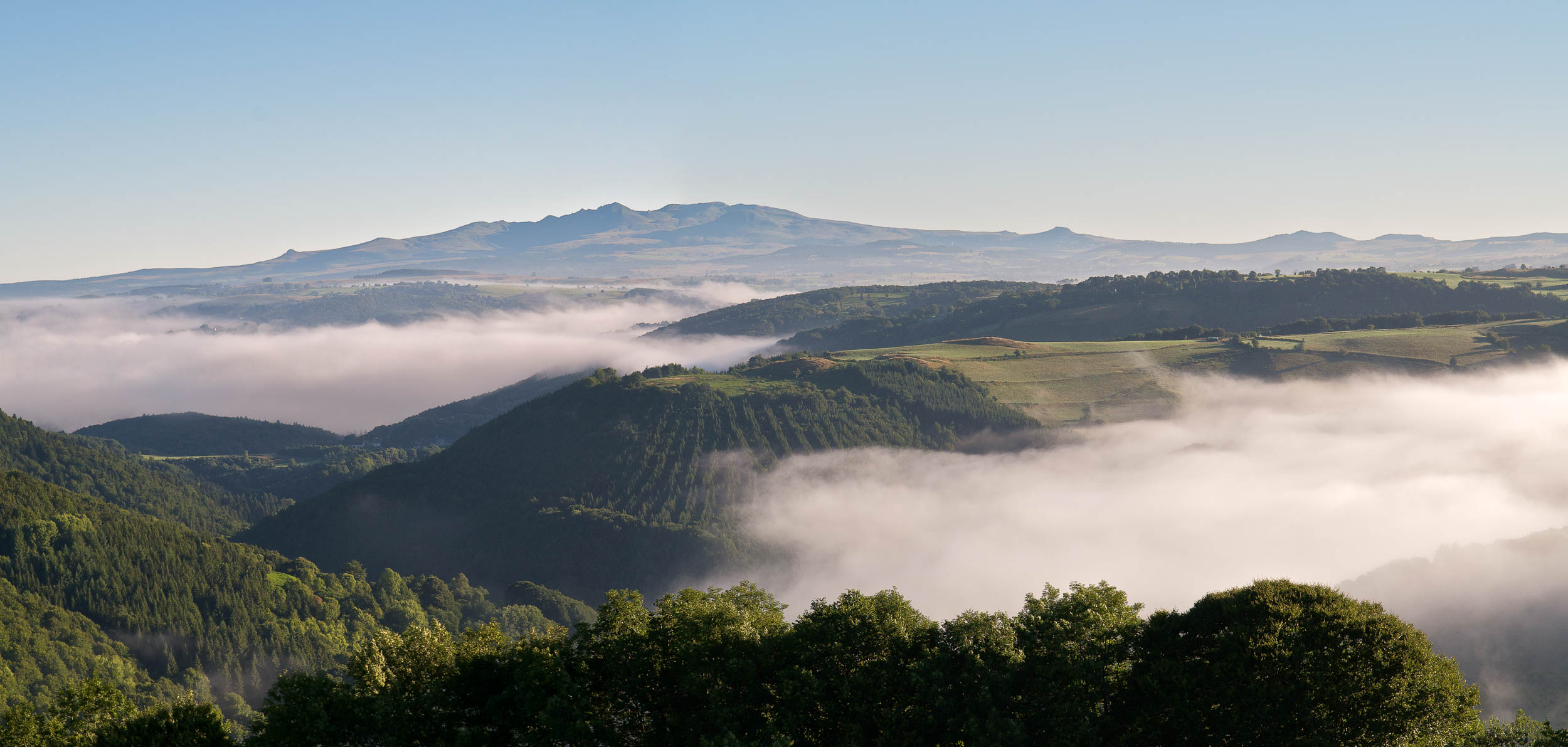
Vue du puy de Sancy depuis le Suc du Chien
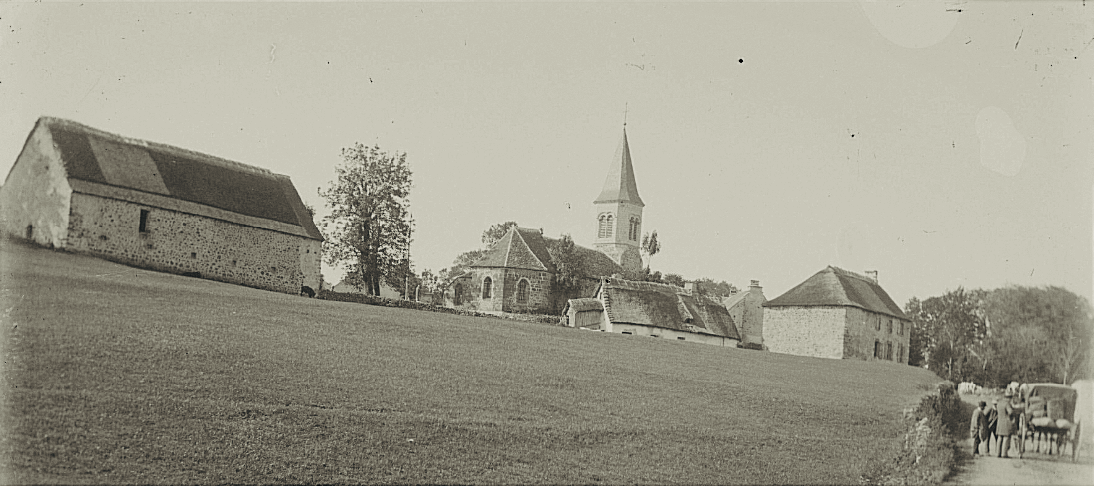
Vue générale du village vers la fin du XIXe siècle.

### Personnalités liées à la commune
- Giuseppe Tribus, peintre décorateur italien du Trentin, est venu de Riom-ès-Montagnes entre 1939 et 1942 peindre des trompe-l'œil dans les fermes ou des tableaux jusqu'à ce que l'Organisation Todt l'envoie construire le mur de l'Atlantique.